# Antroposofie

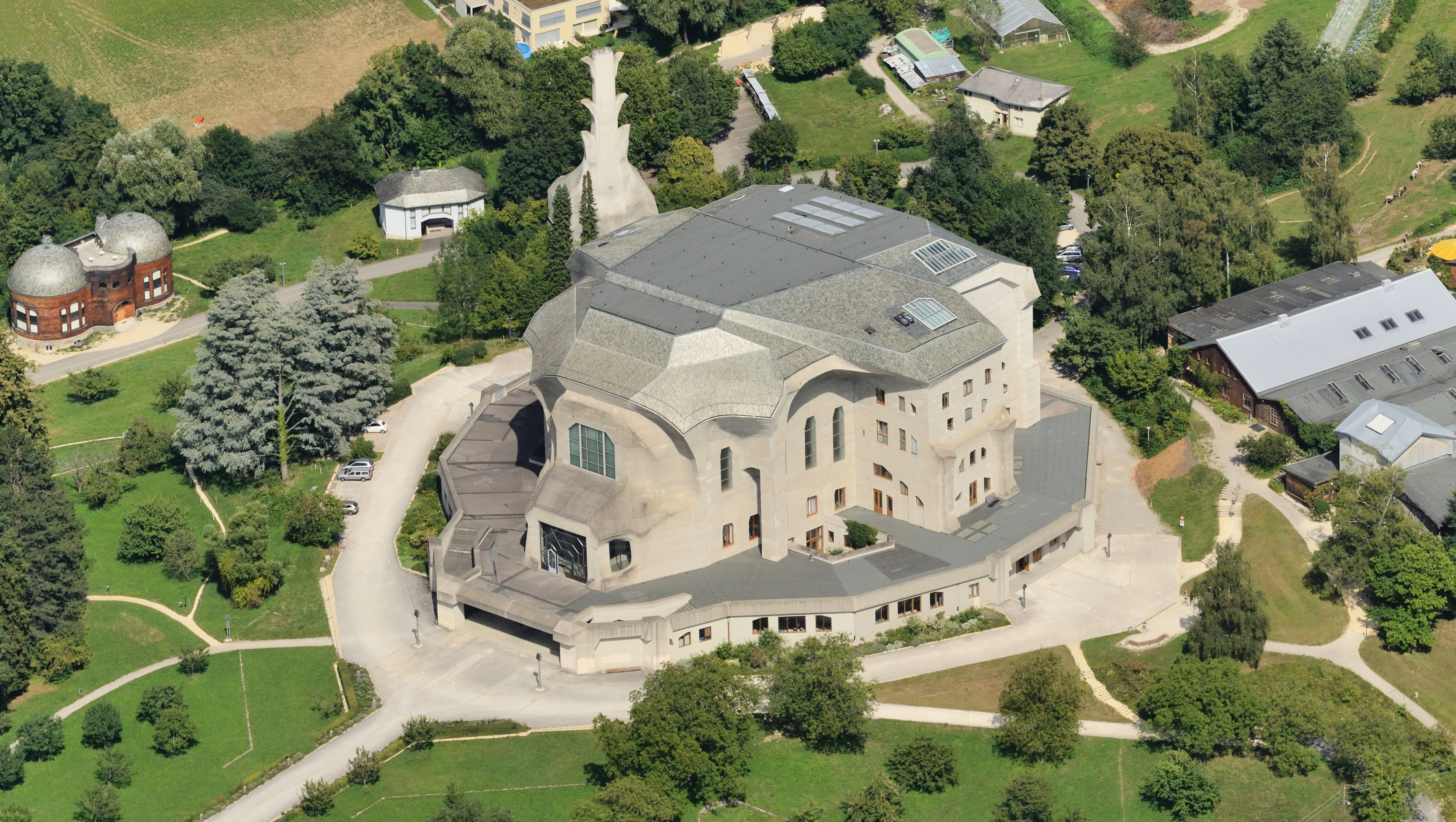
Budova Goetheanum ve švýcarském Dornachu, sídlo učení antroposofie

Antroposofie (někdy též anthroposofie či antropozofie) je esoterická nauka odvozená od teosofie nabízející mystický vhled do podstaty člověka, přírody a nadsmyslově duchovních světů. Antroposofie se „při prozkoumávání duchovního světa zaměřuje na dosáhnutí přesnosti a srozumitelnosti přírodovědeckého výzkumu fyzického světa“. Založená byla rakouským filosofem Rudolfem Steinerem (1861–1925).

## Charakteristika

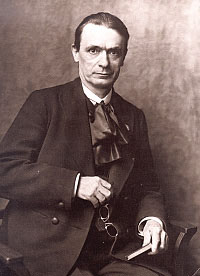
Rudolf Steiner

Název je odvozen z řeckého anthrópos („člověk“) a sofia („moudrost“) v záměrném kontrastu k označení teosofie poté, co se Steiner rozešel s Theosofickou společností Annie Besantové. Antroposofie mimo jiné vychází z teosofie rosekruciánů, kterou, jak sám Steiner říká: „přizpůsobil do formy přiměřené dnešní době“. Později jsou do ní stále častěji vnášeny prvky křesťanství. Antroposofie byla velmi rozšířena počátkem 20. století a ve své střízlivější podobě je základem (steinerovské) waldorfské pedagogiky, která svou formu zaměřuje na konkrétní plán osobnostního rozvoje dítěte. V praxi je antroposofická filozofie využívána zejména při výuce pacientů s duševními poruchami (Camphillské hnutí), při alternativním způsobu hospodaření (biodynamickém zemědělství), v antroposofické medicíně (kombinace alternativní, homeopatické a bylinkářské medicíny) a v etickém bankovnictví (sociální alternativa bankovních půjček a investic). Antroposofická společnost má své mezinárodní sídlo (Goetheanum) v Dornachu ve Švýcarsku.

### Gnozeologie
Steiner sám charakterizuje antroposofii těmito slovy: Jako antroposofii označuji vědecký výzkum duchovního světa, který prohlédá jednostrannosti pouhého poznávání přírody i jednostrannosti obvyklé mystiky a který, než se pokusí proniknout do nadsmyslového světa, nejprve v poznávající duši rozvíjí síly, které běžné vědomí ani běžná věda nepoužívá, a které umožňují do něho proniknout.

### Metafyzika
Člověk podle Steinera existuje od samého počátku vývoje kosmu. Vývoj vesmíru není ničím jiným než postupným vývojem a osvobozováním člověka. Ten byl zprvu duchovní bytostí žijící v oblasti božského duchovního světa. Od něho se lidé odpoutali a propadli se tak do hmotného světa, ze kterého nyní postupně stoupají a obohaceni se vracejí ke světu duchovnímu. Protože se člověk vyvíjí současně s okolním světem, má jeho vývoj zákonité souvislosti s neživou i živou přírodou, se sluncem i planetami a lze mezi nimi nalézt četné paralely.
Antroposofické učení předpokládá, že člověk je tvořen
1. tělem,
2. duší a
3. duchem
a že smrtelné tělo podléhá zákonům dědičnosti, duše osudu, duch zákonům reinkarnace (znovuvtělení). Základní hmotnou část lidské bytosti představuje podle antroposofie fyzické tělo složené z „minerálů“. Oživujícím elementem jinak mrtvé hmoty je éterné tělo (životní tělo, tělo utvářejících sil). Astrální tělo (duševní tělo, tělo pocitové) dává bytosti vědomí, možnost vnímat a schopnost přetvářet vnější podněty na vnitřní prožitky.
Za specificky lidský rys pokládal Steiner čtvrtý článek, jímž je
4. já.
Jeho hlavním projevem je vědomí vlastní existence a schopnost regulovat své city a pudy myšlením, což již ostatní živočichové nedovedou. Schránu nesoucí lidské já Steiner v raném období označoval termínem kauzální tělo.
Podle Rudolfa Steinera dále existují vyšší články člověka, kterými jsou:
5. manas (duše vědomá, „duchovní já“) (tzv. „obrácené já“),
6. buddhi („životní duch“),
7. átman („duchovní člověk“).
Chápání ducha, v souladu s duchovní vědou, nemá být podle Steinera pouze teoretickým názorem, ale má být obsahem života a životní silou. Jen když se učiníme schopnými zesílit své chápání světa tak, že se toto chápání stane v nás skutečně živým, pak pochopení splní svoji vlastní úlohu. Pro ty, kdo se zcela ze své svobodné vůle rozhodnou pracovat na zušlechtění své duchoví bytosti, aby mohli vstoupit na stezku vyššího pokroku, Steiner sestavil základní poučky a vysvětlivky, jak musí být postupováno při meditování či cvičeních a k čemu meditování a cvičení vede.

## Kritika antroposofie
Volkmar Wölk ve své knize o ekofašismu tvrdí, že podle Steinerovy esoterické evoluční teorie, která je součástí antroposofie, se lidstvo dělí na jednotlivé rasy či plemena. Řady ras se během tisíciletí postupně vyvíjely, přičemž každá z nových se vyznačovala oproti předchozím vyšší úrovní rozvoje vnitřního vědomí.
Tato rasová teorie, postavená na stejné doktríně jako teosofie, je podle Staudenmaiera a Biehlové integrální součástí antroposofické kosmologie.
Český klub skeptiků Sisyfos hodnotí Steinerovo učení slovy: „Převážná většina jeho názorů jsou buď náboženské nebo okultní představy a především vlastní absurdní fantazie, které jsou v rozporu s vědeckými poznatky evolučními, fyzikálními i medicínskými. Jeho učení patří do takových oblastí, jako je pseudověda, mystika a magie.“ Zároveň tvrdí, že žádná ze Steinerových předpovědí se neuskutečnila.

## Příznivci antroposofie
Příznivci antroposofie byly a jsou i některé výrazné osobnosti veřejného života. Patří mezi ně např.:
- Saul Bellow, nositel Pullitzerovy ceny a laureát Nobelovy ceny za literaturu [13]
- Andrej Bělyj, literát a literární teoretik [14][15]
- Christian Morgenstern, básník
- Alois Hába, hudební skladatel
- Joseph Beuys, performer, sochař, malíř, estetik, filozof a teoretik umění [16]
- Vasilij Kandinskij, malíř, grafik a teoretik umění [17][18]
- Andrej Tarkovskij, filmový režisér a scenárista [19]
- Bruno Walter, dirigent [20]
- Owen Barfield, člen britské literární skupiny Inklings
- Olav Aukrust, norský básník
- Götz W. Werner, německý podnikatel, zakladatel drogistického řetězce dm-drogerie markt
- Arthur Zajonc, americký fyzik
- Rudolf Michalik, olomoucký, německy mluvící malíř

V České republice se k myšlenkám Rudolfa Steinera hlásilo Klíčové hnutí Taťány Fischerové. S antroposofickými principy pracují také waldorfské školy, což bývá někdy terčem kritiky.